# Ludolf Bakhuizen

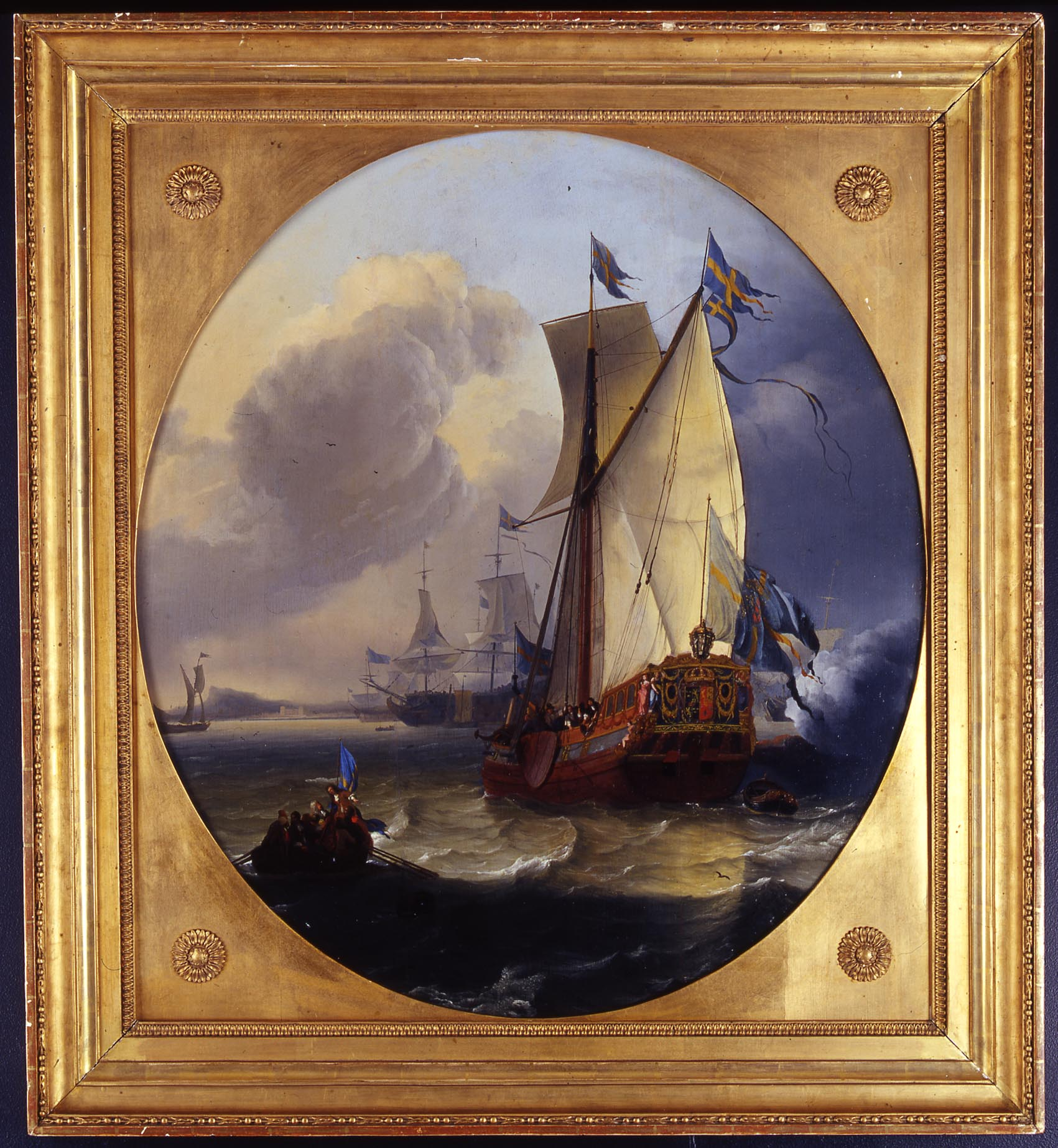
Postjakten Hiorten, 1700

Ludolf Bakhuizen, född 1631 i Emden i Ostfriesland i Niedersachsen, död 1708 i Amsterdam, var en nederländsk konstnär.
Ludolf Bakhuizens far var kontorist vid hovet i Aurich och bosatte sig i Emden 1622 som notarie. Ludolf gick i latinskolan där. Han kom till Amsterdam 1649, där han arbetade som kontorist och bokhållare för handelshuset Bartolotti. Ludolf Bakhuizen inspirerades som ung av Willem van de Velde den äldre. Han gick i lära till konstnär till Allart van Everdingen och Hendrick Dubbels
Från 1649 var han verksam i Amsterdam och samarbetade med Bartholomeus van der Helst och Abraham van den Tempel. Han är mest känd för marinmålningar.

## Bildgalleri

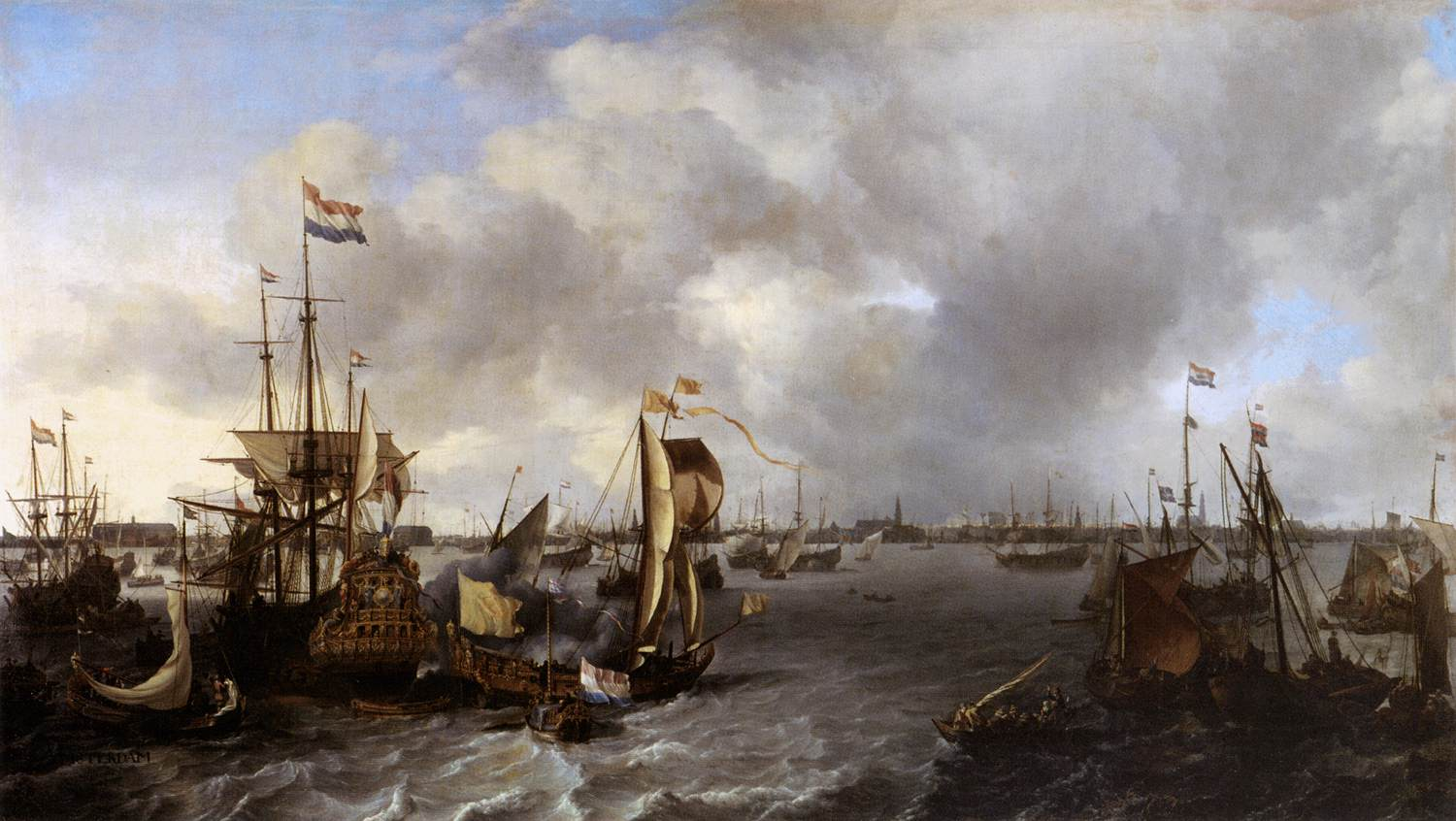
Amsterdam med skepp på Ij, 1666
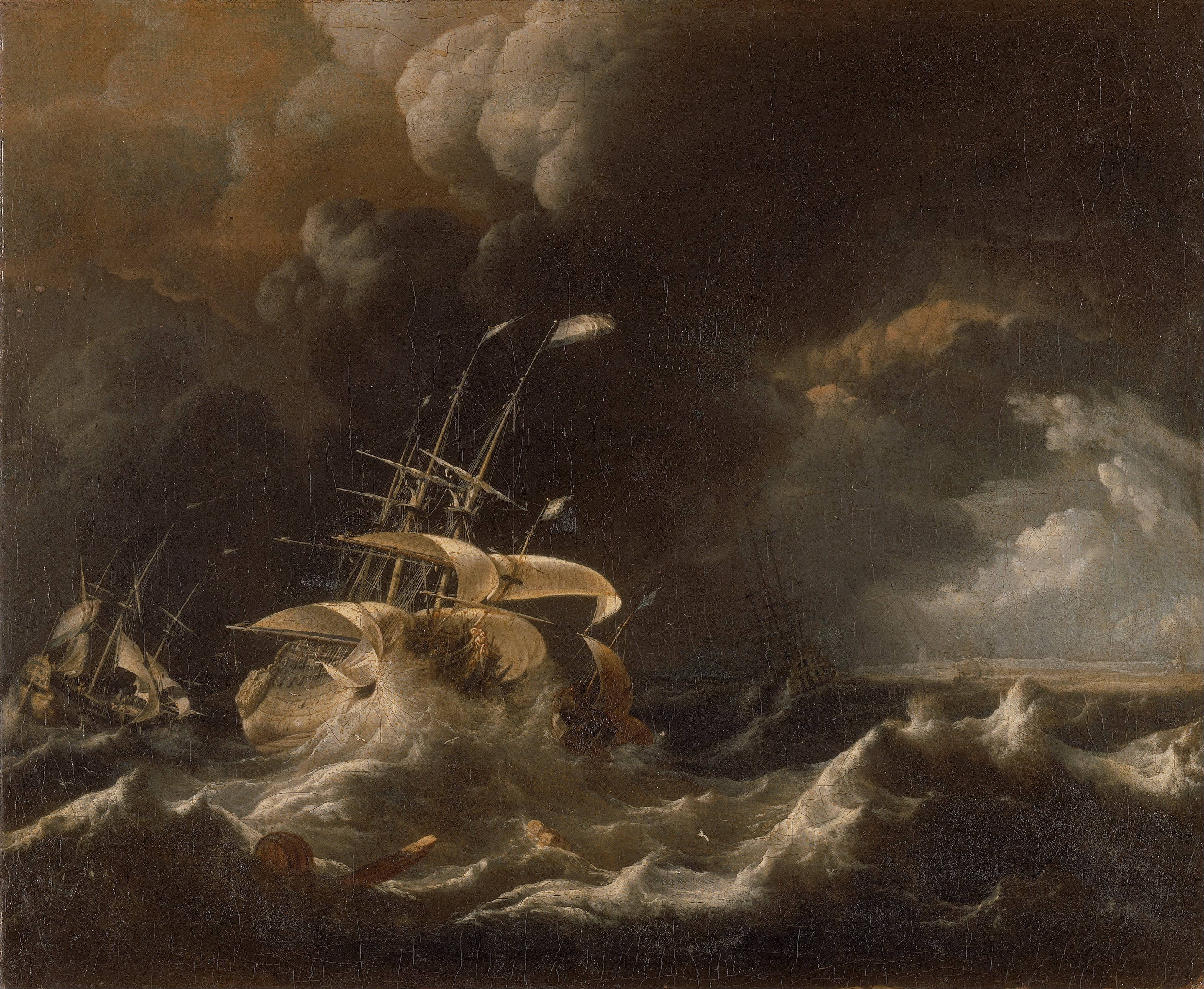
Skepp i storm
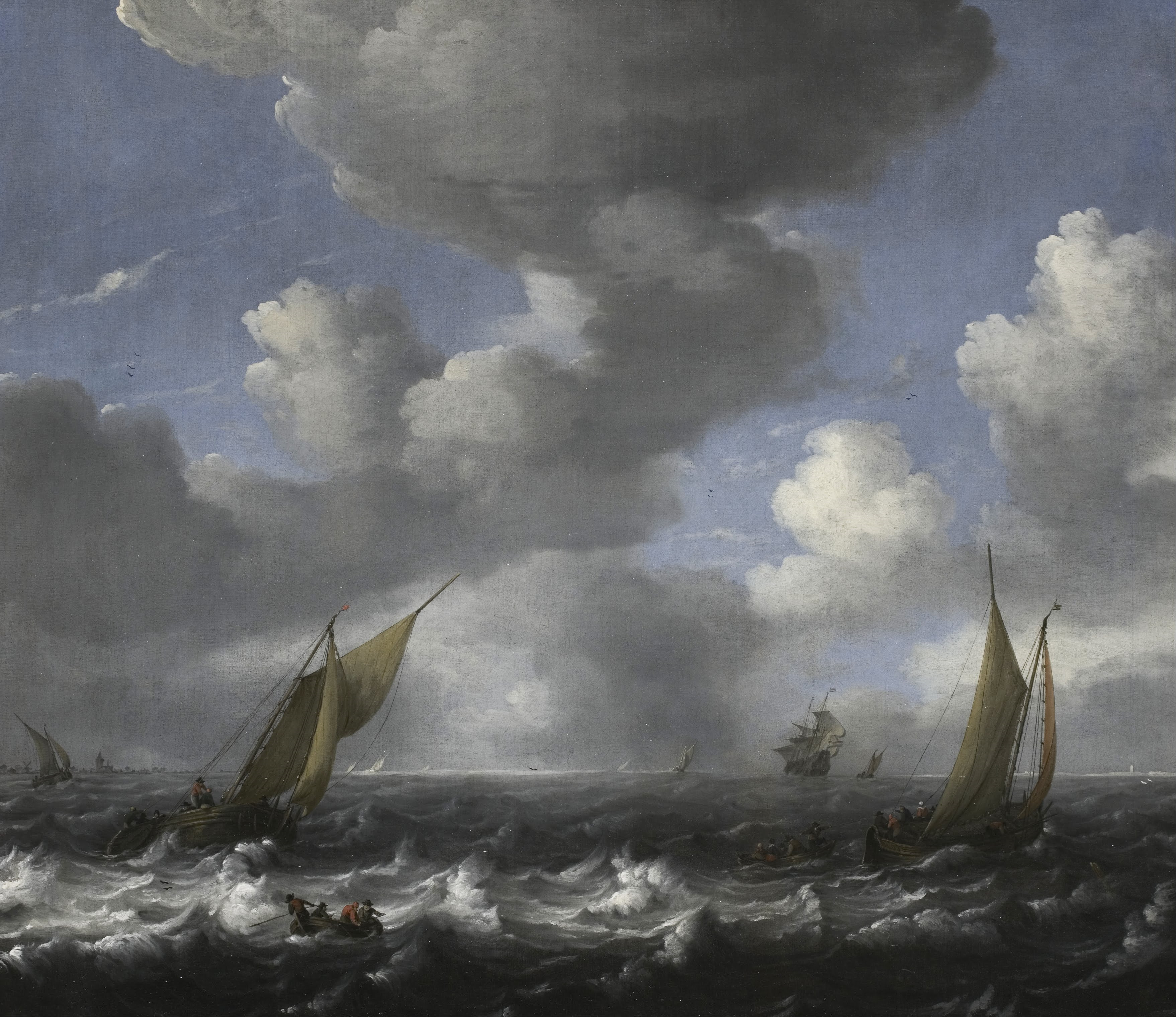
Fiskefartyg, 1708
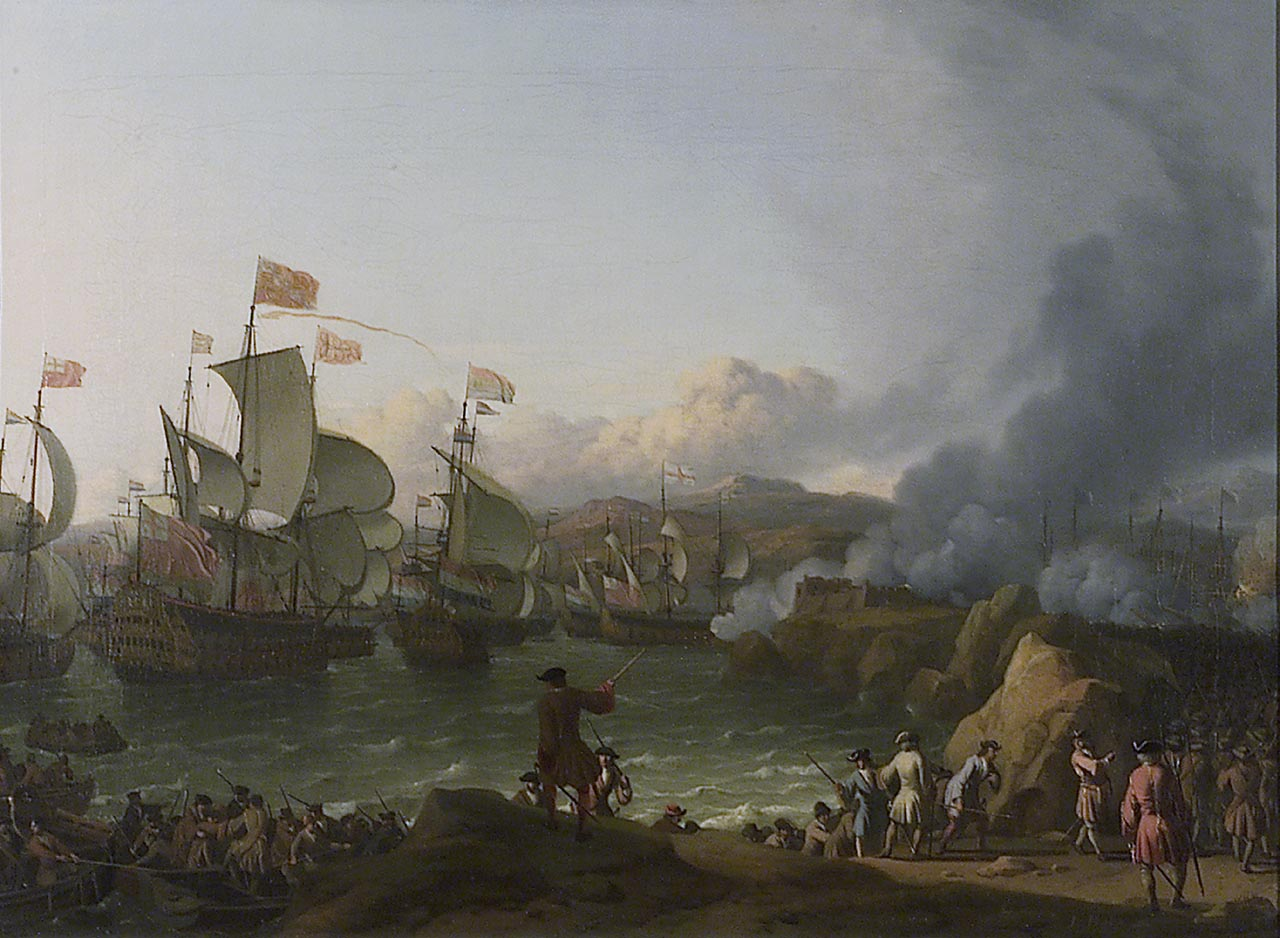
Slaget vid Vigo, 1702
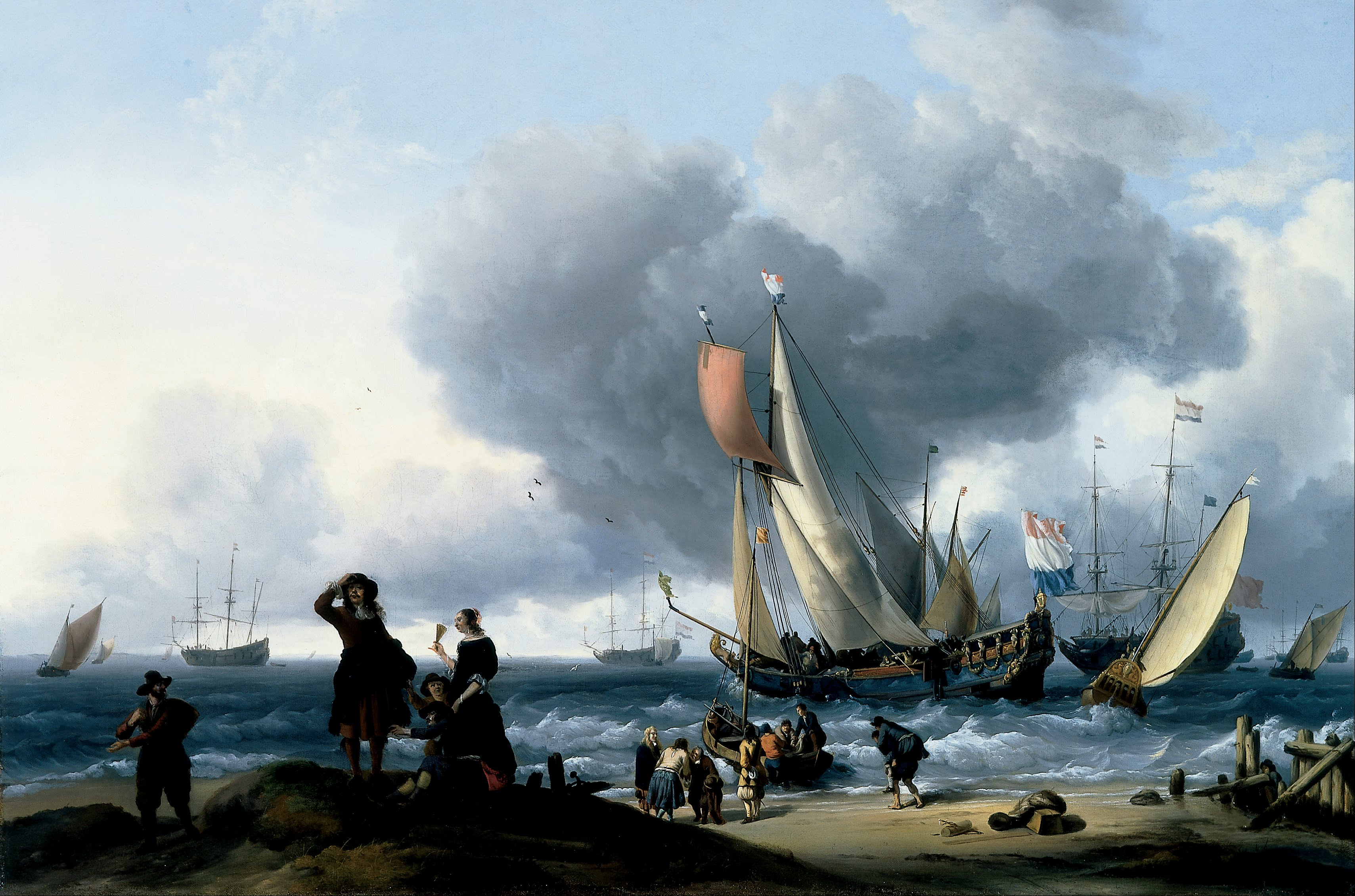
Holländare som embarkerar ett fartyg, 1670-1679
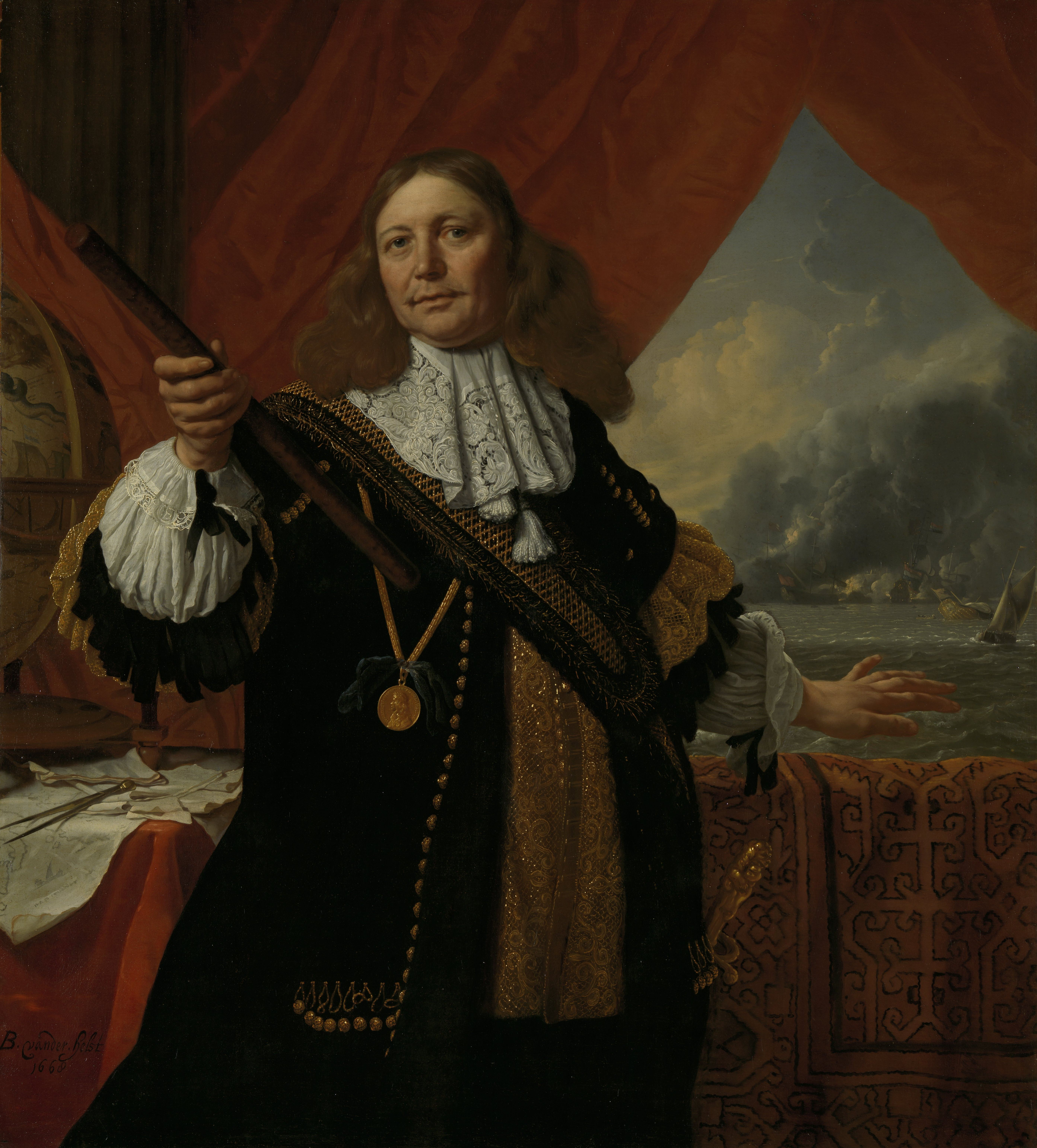
Viceamiral Johan de Liefde
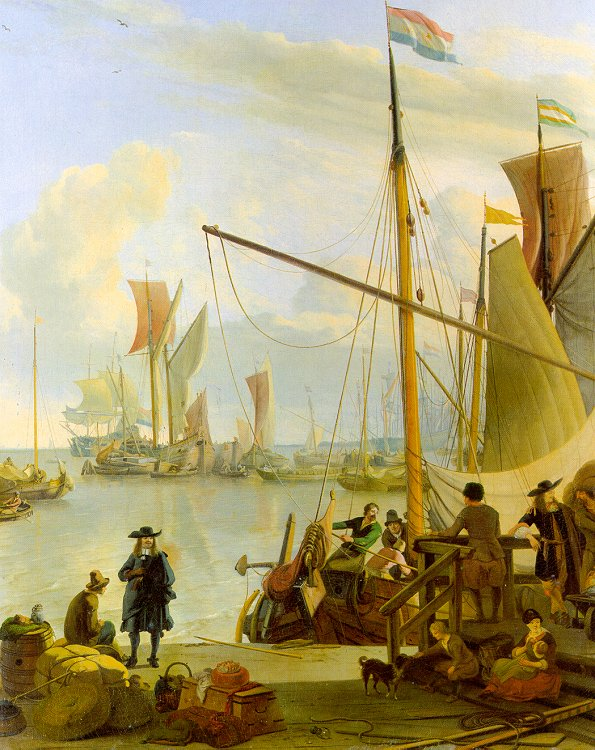
Ij i Amsterdam sedd från Mussel Pier
Skepp i sjönöd utanför en klippig kust, 1667